# Zapfen (Auge)
Zapfen oder Zapfenzelle, anatomisch Neuron coniferum (lateinisch conifer ‚Zapfen tragend‘), heißt eine Art von Fotorezeptoren in der Netzhaut des Wirbeltierauges mit kegelförmigem Fortsatz, dem Zapfen, anatomisch Conus retinae (lateinisch conus ‚Kegel‘). Zapfenzellen sind Neuronen, die als spezialisierte Sinneszellen dem photopischen Sehen bei Tageslicht dienen und für die Wahrnehmung von Farben nötig sind.
Beim Menschen werden drei Zapfentypen unterschieden, die S-, M- und L-Zapfen. Ihre Reizantwort beschreibt die spektrale Absorptionskurve, die die Grundlage der Farbmetrik bildet.
Es gibt Wirbeltiere mit einem, zwei, drei, vier oder fünf Zapfentypen.

## Zapfen und Farbsehen
Als Zapfen bezeichnet man einen Typ von lichtempfindlichen Zellen in der Netzhaut des Auges. Es sind Fotorezeptoren der Wirbeltiere, die zusammen mit den Stäbchen das Sehen ermöglichen. Zapfen sind nur bei ausreichender Beleuchtungsstärke aktiv (photopisches Sehen), da sie nicht sehr lichtempfindlich sind. Bei den meisten Wirbeltieren treten mindestens zwei Zapfentypen unterschiedlicher spektraler Empfindlichkeit auf, daher ist ihnen in der Regel die Farbwahrnehmung möglich. Der Mensch verfügt meist über drei verschiedene Zapfentypen, deren Absorptionsmaxima bei etwa 420 nm, 535 nm und 563 nm liegen, diese Wellenlängen entsprechen den Farben Blauviolett ⬤, Smaragdgrün ⬤ und Gelbgrün ⬤. Der mittlere Zapfentyp ist evolutiv relativ neu und verbessert die Unterscheidbarkeit von Gelb-, Rot- und Grüntönen. Bei Menschen mit Farbenblindheit fehlen eine oder mehr Zapfenarten. Bei etwa zwölf Prozent aller Frauen tritt ein weiterer vierter Farbrezeptor auf, dessen Empfindlichkeitsmaximum in der Regel zwischen denen des Rot- und des Grünrezeptors liegt. Dies führt jedoch nur selten zu einer echten Tetrachromasie.
Die überwiegende Aktivierung bestimmter Zapfentypen ergibt entsprechende Farbtöne, ausgeglichene Reizung aller Zapfentypen ergibt dagegen die Eindrücke Grau bis Weiß. Bei übermäßiger Beleuchtungsstärke – sowohl nur in einzelnen Stellen als Glanz oder im gesamten Gesichtsfeld – sind die Zapfen überreizt (gesättigt) und es tritt Blendung ein.
Die Stäbchen sind schon bei viel geringeren Lichtintensitäten gesättigt, in Bezug auf die Helligkeit viel empfindlicher, weshalb sie im hellen Tageslicht nicht zum Seheindruck beitragen. Da beim Menschen nur ein Typ von Stäbchen vorhanden ist, kann sich durch die Stäbchen kein Farbeindruck ergeben. Bei abnehmender Lichtmenge werden die Zapfen nicht mehr ausreichend stark belichtet, dadurch scheinen die Farbtöne zu verschwinden, etwa während der Abenddämmerung. Bei geringerer Belichtungsintensität in dunkler Nacht werden nur noch Stäbchen ausreichend gereizt (skotopisches Sehen).
Der Ausdruck „Zapfen“ wurde in historischen Kontexten anders verwendet und bezeichnete das Staphylom am Auge.

## Zapfentypen

### Zapfentypen des Menschen

Spektrale Empfindlichkeit der drei Zapfentypen des Menschen (S, M, L normiert auf 2°-Basis; dargestellt vor sRGB-Spektrum nach Wellenlänge)

Beim Menschen gibt es drei verschiedene Typen von Zapfen.
S-ZapfenShort wavelength receptor oder auch K-Zapfen (kurze Wellenlängen). Dieser Rezeptor deckt den blauen Bereich des sichtbaren Farbspektrums ab. Das Absorptionsmaximum liegt bei einer Wellenlänge von etwa 420 nm (blauviolett). Beide Angaben liegen im Bereich blauen Lichtes, daher heißt er auch Blaurezeptor. Der S-Zapfen des Menschen ist genetisch eng mit dem UV-Zapfen anderer Wirbeltiere verwandt. Man spricht daher auch vom S2-Zapfen – im Gegensatz zum S-Zapfen bei anderen Wirbeltieren.
Der Blaurezeptor ist nur selten von Farbenfehlsichtigkeit betroffen, aber wenn er nicht vorhanden ist, entsteht die Fehlsichtigkeit Tritanopie. Daher rührt die veraltete Bezeichnung T-Zapfen.
M-ZapfenMedium wavelength receptor. Das Absorptionsmaximum des Grünrezeptors liegt bei ungefähr 534 nm (smaragdgrün), er deckt einen Bereich zwischen blauem und orangem Licht ab. Der menschliche M-Zapfen ist genetisch eng mit dem L-Zapfen verwandt. Man nimmt an, dass er sich erst vor wenigen Millionen Jahren durch eine Genduplikation aus dem L-Zapfen entwickelt hat. Die Gene für das jeweilige Opsin der L- und M-Zapfen liegen auf dem X-Chromosom hintereinander.
Wenn keine Grünrezeptoren vorhanden sind, entsteht die Fehlsichtigkeit Deuteranopie. Daher rührt die veraltete Bezeichnung D-Zapfen.
L-ZapfenLong wavelength receptor. Sein Absorptionsmaximum liegt bei ungefähr 563 nm (gelbgrün). Trotzdem wird er auch als Rotrezeptor bezeichnet, denn er übernimmt die Hauptleistung für die Wahrnehmung von rotem Licht. Der L-Zapfen des Menschen ist phylogenetisch alt und entspricht dem aller anderen Wirbeltiere. Das Gen seines Opsins ist auf dem X-Chromosom lokalisiert.
Wenn keine Rotrezeptoren vorhanden sind, entsteht die Fehlsichtigkeit Protanopie. Daher rührt die veraltete Bezeichnung P-Zapfen.

### Anzahl der Zapfentypen verschiedener Tiere
0 ZapfentypenMindestens zwei nachtaktive Primatenarten besitzen keine funktionstüchtigen Zapfen; sie sehen keine Farben, sondern nur hell-dunkel.
1 ZapfentypEinige Säugetiere wie Robben und die meisten Wale sind Monochromaten; sie können keine Farben unterscheiden.
2 ZapfentypenDie meisten Säugetiere (wie Katzen und Hunde) besitzen lediglich zwei Zapfentypen (dichromatisches Farbensehen); der M-Zapfen ist nicht vorhanden, was mit der Rot-Grün-Blindheit vergleichbar ist. Die bei tagaktiven Wirbeltieren üblichen Öltröpfchen ebenso wie die meist vorhandenen Doppelzapfen kommen noch bei Kloakentieren (Monotremen) und Beuteltieren (Marsupialiern) vor, fehlen bei Plazentatieren jedoch.
3 ZapfentypenMenschen, Altweltaffen und Neuweltaffen verfügen in der Regel über drei Zapfentypen; sie sehen trichromatisch.
4 ZapfentypenDer als ursprünglich vermutete tetrachromatische Bauplan der Wirbeltiere enthält vier verschiedene Zapfen-Typen: UV-, S-, M- und L-Zapfen, bei denen die Wellenlängen des jeweiligen Absorptionsmaximums (in der genannten Reihenfolge) um 90 bis 100 nm auseinanderliegen. Ebenso sehen viele Gliederfüßer wie Insekten und Springspinnen sowie zahlreiche Vögel tetrachromatisch. Ungefähr zwölf Prozent aller europäischen Frauen sind Tetrachromaten mit einem zusätzlichen anormalen L- oder M-Zapfen, allerdings können nur wenige dies zur genaueren Farbunterscheidung nutzen.
12 ZapfentypenDer Fangschreckenkrebs Neogondodactylus oerstedii besitzt acht verschiedene Rezeptortypen im sichtbaren und vier im UV-Bereich.

## Spektrale Absorptionskurven

Spektrale Absorption der verschiedenen Sehpigmente der Fotorezeptoren (Maxima zur besseren Vergleichbarkeit auf 100 normiert)

Die Absorptionskurve eines Zapfentyps ist vom Bau des Opsins seines Sehpigments, dem Iodopsin, abhängig. Die photochemische Transduktion, also die Umwandlung von Lichtsignalen in neuronale Informationen, funktioniert in Stäbchen und Zapfen sehr ähnlich und in den Zapfentypen gleich. Die Reaktion eines Zapfentyps auf einen bestimmten Spektralanteil des Lichts wird daher durch seinen Opsin-Typ bestimmt.
Eine gewichtete Summe der Empfindlichkeitskurven, die die Rezeptoren bestimmen, beschreibt die Spektrale Hellempfindlichkeitskurve für das Tagsehen (die V(λ)-Kurve), ihr Maximum liegt bei 555 nm, was bei monochromatischem Licht der Farbe mittelgrün entspricht (der Wert dient auch zur Definition des Candela sowie abgeleiteter Einheiten wie Lux).
Das Maximum für das Nachtsehen der Stäbchen liegt hingegen bei 498 nm (cyan).

## Verteilung auf der Netzhaut

Verteilung der Stäbchen (rods) und Zapfen (cones) auf der Netzhaut des Menschen (Schläfenseite links, Nasenseite rechts)

In der Fotorezeptorenschicht (Stratum neuroepitheliale) der Netzhaut des Menschen befinden sich 6 Millionen Zapfen und ungefähr 120 Millionen Stäbchen.
Der Anteil der blauempfindlichen S-Zapfen beträgt bei allen Menschen nahezu konstant zehn Prozent der Gesamtzahl der Zapfen auf der Retina. Die Dichte der Zapfen variiert zwischen den Spezies. Beim Menschen ist die Dichte der Zapfen auf der Netzhaut im Zentrum, der Fovea centralis oder „Sehgrube“, dem Bereich des schärfsten Sehens, am größten und nimmt zur Peripherie hin stark ab. In der Fovea gibt es keine Stäbchen, und im zentralen Bereich der Foveola nur L- und M-Zapfen. Um die Fovea herum liegen im Gelben Fleck (Macula lutea) daneben auch Stäbchen, deren Dichte vom angrenzenden Wallbereich (Parafovea) nach peripher hin (Perifovea) stark zunimmt. In der Peripherie nimmt die Stäbchendichte wieder ab, bleibt aber deutlich höher als die dortige Dichte der Zapfen.
Die relative Anzahl an L- und M-Zapfen variiert zwischen verschiedenen Menschen beträchtlich. So ermittelten Studien ein Verhältnis von L- zu M-Zapfen zwischen 1:2 und 16:1. Die Differenzierung in Stäbchen und Zapfen hat funktionelle Gründe: Die Zapfen funktionieren nur bei Helligkeit und Dämmerung und machen das Farbsehen möglich, während in der dunklen Dämmerung oder bei nahezu vollständiger Dunkelheit aufgrund ihrer wesentlich höheren Lichtempfindlichkeit im Wesentlichen nur noch die Stäbchen funktionieren. Die Stäbchen sind sogar in der Lage, bei absoluter Dunkelheit einzelne Photonen wahrzunehmen, wobei diese Wahrnehmung durch spontane Reaktionen auf Wärme, Augeninnendruck oder sehr starke Magnetfelder erheblich gestört werden kann.

## Zellbiologischer Aufbau

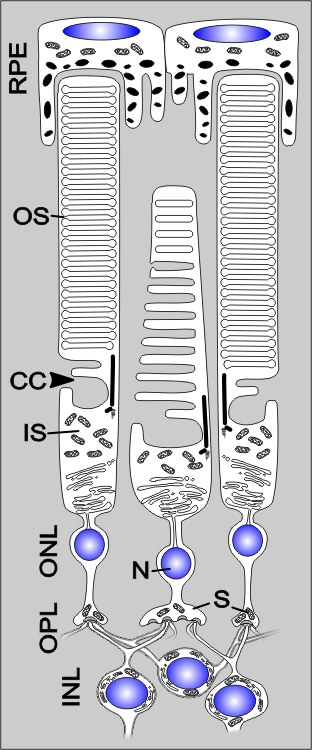
Schematische Zeichnung zweier Stäbchenzellen und einer Zapfenzelle (oben mitten) sowie dreier verschalteter Nervenzellen der Inneren Körnerschicht (INL; weitere Abkürzungen: siehe Text)

Die beiden Typen von Photorezeptoren in den äußeren Schichten der menschlichen Netzhaut – die neuronalen Lichtsinneszellen mit einem Zapfen oder einem Stäbchen – sind recht ähnlich aufgebaut. Sie bestehen aus einem Zellkörper mit relativ kleinem Perikaryon und Zellkern (N) sowie einem kurzen neuritischen Fortsatz einerseits, der Synapsen (S) bildet, und einem großen spezialisierten Zellfortsatz andererseits, der sich bei beiden Rezeptortypen in ein inneres Segment (englisch inner segment; IS) und ein äußeres Segment (englisch outer segment; OS), das Sehpigmente enthält, gliedert.
In Form und Bau des Außensegmentes unterscheiden sich die Zapfenzellen von den Stäbchenzellen:
- Die Zapfen sind wesentlich breiter als die Stäbchen.
- Bei beiden Zelltypen findet im Außensegment die Phototransduktion mittels des mit Retinal gekoppelten Transmembranproteins Opsin statt. Das Sehpigment (Opsin plus Retinal) heißt bei den Zapfen Iodopsin und ist in vielen Membraneinfaltungen eingelagert. Bei den Stäbchen befindet sich das dem Iodopsin ähnliche Rhodopsin (Sehpurpur) in scheibenförmigen Abfaltungen, sogenannten „Disks“.
- Die Außensegmente der Zapfen sind kürzer und müssen vom retinalen Pigmentepithel (RPE) durch verlängerte lappenartige Ausläufer kontaktiert werden, im Unterschied zu den Stäbchen-Außensegmenten.

Ein Außensegment ist über ein modifiziertes Cilium in dezentraler Lage, das Verbindungszilium (englisch connecting cilium; CC), mit dem Innensegment verbunden. Neun Mikrotubuli-Dupletts in nonagonaler Anordnung bilden die innere Struktur dieses unbeweglichen Ciliums.
An dieses schließt sich das stoffwechselaktive Innensegment an. Dieses kann wiederum in das an Mitochondrien reiche Ellipsoid und in das Myoid, welches das endoplasmatische Retikulum (ER) enthält, unterteilt werden. Hier erfolgt unter anderem die Proteinbiosynthese.
Die nach innen zu folgende Schicht der Netzhaut ist die äußere Körnerschicht (englisch outer nuclear layer; ONL), in der die Zellkörper mit dem Zellkern liegen. Auf diese folgt die äußere plexiforme Schicht (englisch outer plexiform layer; OPL) mit den synaptischen Regionen. Die Synapsen der Photorezeptoren sind teils als flache, teils als eingebuchtete Membranbereiche ausgebildet. Letztere sind sogenannte „Ribbon-Synapsen“ mit einer band- oder plattenartigen Struktur direkt an der aktiven Zone der Präsynapse. An diese bandartige Zellstruktur sind viele synaptische Vesikel gekoppelt; damit kann im Vergleich zu gewöhnlichen Synapsen eine weit höhere Anzahl von Vesikeln pro Zeitspanne ausgeschüttet werden.

## Signaltransduktion
Im Dunkeln wird von der präsynaptischen Membran des Zapfens (bzw. des Stäbchens) fortwährend der Neurotransmitter Glutamat ausgeschüttet. Trifft Licht auf den Zapfen, werden über eine Signaltransduktionskaskade Natrium-Ionenkanäle in der Zapfen-Zellmembran geschlossen. Da der Zapfen über sein Innensegment, auf Grund der dort vorherrschenden hohen Kaliumkonzentration und der dort exprimierten Kaliumionenkanäle Kalium-Ionen verliert, entwickelt er ein negatives Rezeptorpotenzial, d. h., er hyperpolarisiert und schüttet damit weniger oder kein weiteres Glutamat aus.
Der Neurotransmitter Glutamat kann erregend oder hemmend auf die nachgeschalteten Bipolarzellen wirken, denn es gibt zwei verschiedene Typen von Bipolarzellen, sogenannte ON-Bipolare und OFF-Bipolare. Verschaltet ein Zapfen auf eine ON-Bipolare, bewirkt die verminderte Ausschüttung von Glutamat bei Belichtung eine Depolarisation der ON-Bipolare. Glutamat hat eine hemmende Wirkung auf die ON-Bipolare, bei Belichtung entfällt somit die Hemmung. Dieser Effekt beruht darauf, dass in der postsynaptischen Membran der ON-Bipolare metabotrope Glutamatrezeptoren namens mGluR6 eingelagert sind. Im Dunkeln mit Glutamat besetzte mGluR6-Rezeptoren aktivieren in der ON-Bipolare eine Signalkaskade, die Kationenkanäle schließt, d. h., die Zelle wird unerregbar. Fehlt Glutamat, bleiben die mGluR6-Rezeptoren unbesetzt, die Kationenkanäle der ON-Bipolare öffnen, sie depolarisiert und leitet die Erregung weiter. Durch diesen Mechanismus wird die bei Belichtung in den Zapfen bewirkte Hyperpolarisation auf der Seite der ON-Bipolare in eine Depolarisation gewandelt, das heißt ON-Bipolare werden bei Belichtung erregt und durch Verdunkelung gehemmt.
Der zweite Typ, die OFF-Bipolaren, reagieren bei Belichtung und somit verminderter Glutamatausschüttung der Zapfen mit einer Hyperpolarisation. Sie besitzen ionotrope Glutamatrezeptoren, die unbesetzt Kationenkanäle schließen. Das heißt, OFF-Bipolare werden durch Licht gehemmt und durch Verdunkelung erregt.
Die Trennung in ON- und OFF-Bipolaren-Verschaltung bleibt in der gesamten nachfolgenden Sehbahn bis zum Gehirn erhalten.
Glutamat gilt eigentlich als typischer erregender Neurotransmitter. Dieses System lässt erkennen, dass letzten Endes die postsynaptischen Glutamatrezeptoren über Erregung oder Hemmung entscheiden.

## Entwicklung des Farbensehens bei Primaten
Das visuelle System der Primaten detektiert verschiedene Farben über die Aktivierung (bzw. Hyperpolarisation) der Zapfen in der Retina. Die Duplexretina des Menschen enthält drei Typen von Zapfen, deren unterschiedliche (aber überlappende) spektrale Empfindlichkeit durch drei verschiedene Opsintypen (Iodopsin) erzeugt wird. Zusammen mit einem entsprechend aufgebauten Nervensystem ermöglichen die Fotopigmente ein trichromatisches (d. h. auf der Kombination von drei Primärfarben basierendes) Farbensehen. Das Ergebnis ist die erstaunliche Fähigkeit des Menschen, rund zwei Millionen Farbnuancen unterscheiden zu können.
Die Farbwahrnehmung der Säugetiere und damit auch des Menschen, der Menschenaffen und der Primaten unterscheidet sich teils deutlich hinsichtlich der Anzahl der Sehpigmente und damit der wahrnehmbaren Farbnuancen.
Lediglich die Primaten Asiens und Afrikas (Altweltaffen), zu denen die Menschen zählen, sowie teilweise die südamerikanischen Neuweltaffen haben im Laufe ihrer Evolution die Fähigkeit des verbesserten Farbensehens erlangt. Die Fähigkeit vieler Primaten Rot von Grün zu unterscheiden, bringt mitunter lebenswichtige Vorteile mit sich. So können beispielsweise farbige reife Früchte schneller zwischen dem grünen Laub erkannt oder die jungen leichter verdaulichen Blätter von älteren schwerer verdaulichen unterschieden werden. Die nährstoffreichen Blätter weisen oftmals eine leichte Rotfärbung auf ebenso wie viele reife Früchte, die im noch grünen Stadium sogar Giftstoffe enthalten können. Deshalb setzte sich diese Fähigkeit in der Evolution durch. Bei den Altweltaffen ist eine Duplizierung eines Gens nachgewiesen worden, wodurch sich das langwelligere Sehpigment ein wenig veränderte. Dadurch enthielt das Erbgut neben der Information für das Blau-Pigment zusätzlich einen rot- und einen grün-sensitiven Sehfarbstoff. Es entstanden daraus bei vielen Primaten die drei Zapfentypen mit ihren unterschiedlichen Absorptionsmaxima.
Forschungen haben gezeigt, dass die Entwicklung des Farbensehens eng mit einer Verringerung des Geruchssinnes zusammenhängt, so ging ein Teil dieser Fähigkeit zugunsten des farbigen Sehens bei diesen Primaten verloren. Primaten mit einer besseren Geruchswahrnehmung weisen hingegen eine weniger gut ausgeprägte Fähigkeit der Farbunterscheidung auf.